# Kiliaen van Rensselaer
Kiliaen van Rensselaer (antes de 1586-después de 1643) fue un comerciante neerlandés de diamantes y perlas y uno de los fundadores y directores de la Compañía Neerlandesa de las Indias Occidentales y figura clave en el establecimiento de Nueva Holanda. Se convirtió en uno de los primeros terratenientes y terminó siendo el único exitoso tras haber fundado el señorío de Rensselaerswyck en lo que actualmente es el Distrito capital de Nueva York. Su patrimonio se conservó como una entidad legal hasta los años 1840, habiendo sobrevivido las épocas coloniales neerlandesa y británica, la Revolución estadounidense y, finalmente, llegando a su fin durante la Anti-Rent War.
Van Rensselaer nació en la provincia de Overijssel de un padre soldado y una ama de casa. Para evitar que arriesgara su vida en el ejército como lo había hecho su padre, empezó como aprendiz bajo la dirección de su tío, un exitoso joyero de Ámsterdam. Él también se convirtió en un joyero de éxito y fue uno de los primeros suscriptores de la  Compañía Neerlandesa de las Indias Occidentales al momento de su creación. Puede haber sido también la fuente de la idea de los patronazgos y, probablemente, fue el principal defensor de la Carta de Libertades y Exenciones, el documento que estableció el sistema terrateniente (patroon, en inglés). Su patrimonio se convirtió en el más exitoso que haya existido, con van Rensselaer haciendo pleno uso de sus tácticas y ventajas en los negocios, tales como su conexión con el Gobernador de Nueva Holanda, sus confidentes en la Compañía Neerlandesa de las Indias Occidentales y los miembros de su familia extendida que estuvieron felices de emigrar a un mejor lugar para cultivar. Se casó en dos ocasiones y tuvo, por lo menos, once hijos, dos de los cuales lo sucedieron como patroons de Rensselaerswyck. Van Rensselaer falleció en algún momento después de 1642.